# Girl from Rio
"Girl From Rio" é uma canção da cantora brasileira Anitta, gravada para o seu quinto álbum de estúdio Versions of Me. Foi lançado como o segundo single do álbum em 29 de abril de 2021 pela Warner Records. A faixa contém o sample da canção "Garota de Ipanema", composta por Vinicius de Moraes e Tom Jobim, e gravada por Stan Getz e João Gilberto na década de 1960. Um remix com participação do rapper norte-americano DaBaby foi lançado em 21 de maio de 2021.

## Antecedentes e promoção
"Girl From Rio" foi composta por Anitta em conjunto com a cantora britânica Raye e a porto-riquenha Gale (que havia composto "Me Gusta" e "Loco" anteriormente), além da dupla norueguesa Stargate, que também produziu a faixa. Em 30 de março de 2021, sua data de aniversário, Anitta começou a divulgação do single em seu Instagram, postando fotos em preto e branco da cidade do Rio de Janeiro nas décadas de 1960 e 1970, gravações da canção "Garota de Ipanema", clássico do bossa nova composto por Vinicius de Moraes e Tom Jobim nas vozes de Frank Sinatra, Amy Winehouse, Ella Fitzgerald e Astrud Gilberto, e fotos de mulheres cariocas anônimas e figuras famosas, como das atrizes Taís Araújo, Carolina Dieckmann e Fernanda Montenegro; da cantora Fernanda Abreu; das modelos Roberta Close e Helô Pinheiro (que inspirou a música de Moraes e Jobim); das atletas gêmeas Bia e Branca Feres; e da falecida política e ativista Marielle Franco.

## Recepção crítica
“Girl from Rio” foi amplamente elogiada por sua mistura inovadora de bossa nova com elementos de funk e pop contemporâneo, criando um som que celebra a cultura carioca de forma moderna e global.
A crítica destacou a produção sofisticada e o equilíbrio entre tradição e modernidade, reforçando a posição de Anitta como uma artista que dialoga com o cenário internacional sem perder suas raízes.
A revista Eolor ressaltou que “Girl from Rio” representa uma reinvenção dos padrões musicais e estéticos do Brasil, onde Anitta combina bossa nova e elementos de funk e pop internacional, propondo um diálogo entre passado e presente que se conecta com o público global. Já o jornalista Pedro Antunes, do UOL, comentou que “Girl from Rio” traz um “funk de boutique”, uma sonoridade polida e comercial, que sinaliza uma estratégia para o mercado global, com produção refinada e referências a elementos cariocas tradicionais, sem abrir mão da modernidade. O site Her Campus ressaltou o impacto cultural da música, destacando como “Girl from Rio” consolidou Anitta como uma artista global que sabe equilibrar autenticidade e apelo comercial.
O vídeo e a música foram reconhecidos como uma celebração vibrante do Rio de Janeiro, destacando a habilidade de Anitta em criar um som local com apelo global.

## Videoclipe
O videoclipe de "Girl From Rio" foi gravado no Piscinão de Ramos, uma área de lazer no Rio de Janeiro, e também em um estúdio onde o cenário da praia de Ipanema foi reproduzido. Ele foi dirigido por Giovanni Bianco, que anteriormente havia trabalhado com a cantora em seus álbuns Bang! (2015) e Kisses (2019). O vídeo intercala com cenas de Anitta e sua família se divertindo no Piscinão de Ramos, com cenas de um cenário de Ipanema na década de 1960, com visuais coloridos e vintages.

### Remix
Um remix com a participação do rapper estadunidense DaBaby foi lançada em 28 de maio e teve direção de Giovanni Bianco. Após as declarações polêmicas do rapper sobre homofobia em um festival, em julho de 2021, o remix de "Girl From Rio" foi removido de execução das rádios pela Warner Records, deixando apenas a versão solo, mesmo ocorrido com o remix de "Levitating", da britânica Dua Lipa.

## Apresentações ao vivo
Anitta cantou a música pela primeira vez em 2 de maio de 2021 no Fantástico. No dia seguinte, Anitta cantou a música no Today. Em 5 de maio, Anitta performou a música no Jimmy Kimmel Live!. Em 9 de maio, Anitta performou a música no Ellas y Su Música, evento organizado pelo Grammy Latino. Em 12 de setembro, Anitta fez uma performance especial durante o intervalo comercial do MTV Video Music Awards de 2021, que se tratou de uma ação conjunta com a famosa rede de fast food, Burger King. Em 1 de janeiro de 2022, Anitta performou a canção no Miley's New Year's Eve Party.

## Prêmios e indicações
| Ano  | Prêmio                                | Categoria             | Resultado | Ref.   |
| ---- | ------------------------------------- | --------------------- | --------- | ------ |
| 2021 | MTV Millennial Awards Brasil          | Clipão da P#rr@       | Venceu    | [ 24 ] |
| 2021 | Prêmio Multishow de Música Brasileira | Música do Ano         | Venceu    | [ 25 ] |
| 2021 | Prêmio Multishow de Música Brasileira | Melhor Clipe TVZ      | Venceu    | [ 25 ] |
| 2021 | Meus Prêmios Nick                     | Hit Nacional Favorito | Venceu    | [ 26 ] |
| 2022 | Latin American Music Awards           | Favorite Video        | Venceu    | [ 27 ] |

## Posições nas tabelas musicais
| Tabela musical (2021)         | Melhor posição |
| ----------------------------- | -------------- |
| Brasil (Top 100 Brasil)       | 11             |
| Brasil (Pop Nacional)         | 1              |
| Global Excl. U.S. (Billboard) | 85             |
| Mundo (Billboard Global 200)  | 164            |
| Portugal (AFP)                | 40             |

### Remix com DaBaby
| Tabela musical (2021)                        | Melhor posição |
| -------------------------------------------- | -------------- |
| Argentina (Argentina Hot 100)                | 93             |
| Estados Unidos (Billboard Mainstream Top 40) | 24             |

## Vendas e certificações
| Região                                                        | Certificação | Vendas   |
| ------------------------------------------------------------- | ------------ | -------- |
| Brasil (Pro-Música Brasil)                                    | Diamante     | 160,000‡ |
| ‡vendas+valores de streaming baseados somente na certificação |              |          |

## Históricos de lançamentos
| Região         | Data                | Formato(s)                 | Versão             | Gravadora(s) | Ref.   |
| -------------- | ------------------- | -------------------------- | ------------------ | ------------ | ------ |
| Várias         | 29 de abril de 2021 | Download digital streaming | Original           | Warner       | [ 36 ] |
| Itália         | 30 de abril de 2021 | Rádios mainstream          | Original           | Warner       | [ 37 ] |
| Várias         | 21 de maio de 2021  | Download digital streaming | Remix de DaBaby    | Warner       | [ 38 ] |
| Estados Unidos | 25 de maio de 2021  | Rádios mainstream          | Remix com DaBaby   | Warner       | [ 39 ] |
| Várias         | 11 de junho de 2021 | Download digital streaming | Remix de TroyBoi   | Warner       | [ 40 ] |
| Várias         | 25 de junho de 2021 | Download digital streaming | Remix de Snakehips | Warner       | [ 41 ] |